# MHEG
MHEG steht für Multimedia and Hypermedia information coding Expert Group, die eine Arbeitsgruppe der ISO darstellt. Zusätzlich wird mit vorgenanntem Akronym der von dieser Gruppe erstellte Standard mit dem offiziellen Namen Coding of multimedia and hypermedia information und der Nummer ISO/IEC 13522 abgekürzt.
Dieser Standard definiert ein Format für Multimediadokumente in ausführbarer Form, so dass Geräte, die MHEG unterstützen, ein solches Dokument anzeigen können, ähnlich einem Browser der HTML darstellt. Jedoch bietet MHEG die Repräsentation von Hypermediainhalten inklusive Informationen zur Zeitsynchronisation, um definieren zu können, wie bei der Präsentation des Dokumentinhaltes beispielsweise Video und Audio aus verschiedenen Quellen zeitlich miteinander in Relation stehen. Hauptaugenmerk liegt aber neben der breiten Unterstützung von Multimediaobjekten in der Möglichkeit zur Interaktivität des menschlichen Betrachters mit dem Inhalt.
Motivation für diesen Standard, der ursprünglich 1997 von der ISO veröffentlicht wurde, war das Fehlen einer standardisierten Dokumentbeschreibungssprache mit multimediarelevanten Fähigkeiten. Da ein solches Format insbesondere für den Informationsaustausch beim interaktiven Fernsehen benötigt wird und damals bereits im Einsatz befindliche proprietäre Lösungen abgelöst werden sollten, wurden mehrere Organisationen aktiv und entwickelten Standards, wie etwa auch MHP, das unter anderem in Deutschland für das DVB gebräuchlich ist.
Die Scriptsprache, die durch die MHEG-5 genannte Version des Standards definiert wird, wird in Großbritannien von der BBC für die Übertragung im Digitalen Fernsehen genutzt. Laut Schätzung des Britischen Parlaments sind 5 Millionen MHEG-5-fähige Set-Top-Boxen im Vereinigten Königreich im Betrieb.
Neben Homeshopping, Video on Demand und Darstellung des Internets auf dem Fernseher, ist MHEG aber auch zu weitaus stärker von Interaktion abhängenden Anwendungen in der Lage, wie etwa Spielen.